# Halenfeld (Buchet)
Halenfeld ist ein Ortsteil der Ortsgemeinde Buchet im Eifelkreis Bitburg-Prüm in Rheinland-Pfalz.

## Geographische Lage
Halenfeld liegt rund 3,5 km nördlich des Hauptortes Buchet auf einer Hochebene. Umgeben ist Halenfeld von umfangreichen landwirtschaftlichen Nutzflächen sowie einem kleinen Wald im Norden. Im Ortscentrum mündet der Donsbach in den Alfbach.

## Geschichte
Halenfeld zählte zur Bürgermeisterei Bleialf.
Vor 1794 gehörte der Ort zum Fürstentum Prüm bzw. seit der zweiten Hälfte des 18. Jahrhunderts zum kurtrierischen Amt Prüm und war der Schultheißerei Bleialf zugeordnet. Unter preußischer Verwaltung gehörte Halenfeld zum Kreis Prüm im Regierungsbezirk Trier und ab 1822 zur Rheinprovinz.

## Kultur und Sehenswürdigkeiten

### Wegekreuze
In Halenfeld befinden sich zwei Wegekreuze. Eines stammt aus dem Jahre 1721. Es handelt sich um ein Schaftkreuz aus der Zeit des Barock mit einem nahezu vollplastischen Corpus. Zum zweiten Wegekreuz liegen keine genaueren Angaben vor. Beide Kreuze befinden sich innerhalb der Ortslage.
Siehe auch: Liste der Kulturdenkmäler in Buchet

### Naturdenkmale
Nordöstlich von Halenfeld befinden sich zwei Naturdenkmale. Zum einen ein artenreicher Mischwald und zum anderen ein Wacholdergebiet. Es handelt sich um flächenhafte Naturdenkmale.
Siehe auch: Liste der Naturdenkmale in Buchet

## Naherholung

### Ernest-Hemingway-Wanderweg
Durch Halenfeld verläuft dieser rund 5,7 km lange Rundwanderweg. Er soll an den Aufenthalt des Nobelpreisprägers Ernest Hemingway erinnern. Jener hielt sich im Herbst 1944 als Kriegsberichterstatter in Buchet auf.

### Wandern
Durch Halenfeld verläuft ebenfalls der Wanderweg 2 (Buchet) des Prümer Landes. Es handelt sich um einen rund 12 km langen Rundwanderweg von Buchet entlang des Schneifelwaldes nach Steinbach sowie Halenfeld und zurück.

## Wirtschaft und Infrastruktur

### Unternehmen
Halenfeld ist ein überwiegend landwirtschaftlich geprägter Ortsteil. Neben landwirtschaftlichen Nutzbetrieben existieren zwei Ferienunterkünfte, eine Autowerkstatt und Reifengeschäft.

### Verkehr
Es existiert eine regelmäßige Busverbindung.
Dicht westlich von Halenfeld verläuft die Kreisstraße 104 von Buchet nach Oberlascheid.